# Штути
Штути (хрв. Štuti, итал. Stuti) је насеље у општини Вишњан, Истарска жупанија, Хрватска.

## Историја
До територијалне реорганизације у Хрватској били су у саставу старе општине Пореч.

## Становништво
На попису становништва из 2011. године, Штути су имали 37 становника.
| Број становника према пописима | Број становника према пописима | Број становника према пописима | Број становника према пописима | Број становника према пописима | Број становника према пописима | Број становника према пописима | Број становника према пописима | Број становника према пописима | Број становника према пописима | Број становника према пописима | Број становника према пописима | Број становника према пописима | Број становника према пописима | Број становника према пописима | Број становника према пописима |
| ------------------------------ | ------------------------------ | ------------------------------ | ------------------------------ | ------------------------------ | ------------------------------ | ------------------------------ | ------------------------------ | ------------------------------ | ------------------------------ | ------------------------------ | ------------------------------ | ------------------------------ | ------------------------------ | ------------------------------ | ------------------------------ |
| 1857                           | 1869                           | 1880                           | 1890                           | 1900                           | 1910                           | 1921                           | 1931                           | 1948                           | 1953                           | 1961                           | 1971                           | 1981                           | 1991                           | 2001                           | 2011                           |
| 0                              | 0                              | 57                             | 80                             | 64                             | 100                            | 0                              | 0                              | 97                             | 78                             | 67                             | 59                             | 46                             | 53                             | 48                             | 37                             |

Напомена: Године 1857, 1869, 1921. и 1931. Подаци се налазе у насељу Бриг (Вижинада). Од 1880. до 1910. исказивано као део насеља. Године 1991. увећан за део атара насеља Барићи, који за тај део садржи податке до 1961.